# Oklahoma City Spirit
El Oklahoma City Spirit fue un equipo de fútbol de los Estados Unidos que alguna vez jugó en la Lone Star Soccer Alliance, una liga de fútbol desaparecida del sur del país.

## Historia
Fue fundado en el año 1990 en la ciudad de Oklahoma City, Oklahoma y el club lo integraban jugadores universitarios principalmente de la Oklahoma University.
Ganaron su primer y único título en la temporada de 1990 en su temporada de debut, aunque volvieron a clasificar a los playoffs en 1992, su última temporada en la Lone Star Soccer Alliance.
El club desapareció en 1993 luego de fusionarse con el Oklahoma City Warriors para crear al Oklahoma City Slickers.

## Palmarés
- LSSA: 1

1990

## Temporadas
| Año  | División | Liga | Temporada Regular | Playoffs     | US Open Cup  |
| ---- | -------- | ---- | ----------------- | ------------ | ------------ |
| 1990 | N/A      | LSSA | 2º, Northern      | Campeón      | No participó |
| 1991 | N/A      | LSSA | 3º, Northern      | No clasificó | No participó |
| 1992 | N/A      | LSSA | 2º, Northern      | Playoffs     | No participó |

## Entrenadores
- Brian Harvey (1990-92)[2]

## Jugadores destacados
- Manny Uceda
- Richard Benigno